# Фолкерк (футбольний клуб)
«Фолкерк» (шотл. Falkirk Football Club) — професійний шотландський футбольний клуб з міста Фолкерк. Виступає у шотландському Чемпіоншипі. Домашні матчі проводить на стадіоні «Фолкерк», який вміщує 7 937 глядачів.

## Історія
Футбольний клуб «Фолкерк» був заснований 1876 року і грає в Чемпіоншипі як член шотландської професійної футбольної ліги . Клуб потрапив у другий дивізіон шотландської футбольної ліги в сезоні 1902-03, де здобув право виступати в Першому дивізіоні і через два сезони досяг своїх найкращих результатів в чемпіонаті, коли здобув срібло в сезонах 1907-08 та 1909-10, пропустивши вперед лише «Селтік». Футбольний клуб був зареєстрований як товариство з обмеженою відповідальністю в квітні 1905 року. Також клуб здобув Кубок Шотландії вперше в 1913 році. З 1945 року до сезону 1995-96 «Фолкерк» сім разів переміщувався між найвищим і нижчими дивізіонами. У 2005 році команда знову повернулася до Прем'єр-ліги.

## Досягнення
Чемпіонат Шотландії:
- Срібний призер (2): 1907-08, 1909-10

Кубок Шотландії:
- Володар (2): 1912-13, 1956-57
- Фіналіст (3): 1996-97, 2008-09, 2014-15

Кубок Шотландської ліги:
- Фіналіст (1): 1947-48

Кубок виклику:
- Володар (4): 1993, 1997, 2004, 2012